# Baxter (Tennessee)
Baxter – miasto w Stanach Zjednoczonych, w stanie Tennessee, w hrabstwie Putnam.